# Carrozzeria Viotti
La Carrozzeria Viotti était une société italienne de carrosserie active entre 1921 et 1964. La société a été fondée à Turin, en Italie par Vittorio Viotti. Des designers comme Frua et Mario Revelli ont travaillé pour la compagnie. Ce fut la première entreprise de carrosserie en Italie qui mit en place une véritable ligne de production.
En 2012, le constructeur automobile chinois Zhejiang Jonway Automobile Co., Ltd (en). (anciennement Jonway) acquit la marque de fabrique de la Carrozzeria Viotti et entreprit de relancer l'entreprise en créant un nouveau siège à Rivoli, Turin. La nouvelle entreprise se spécialise dans les véhicules hybrides ainsi que la conception et l'ingénierie de voitures de sport. Emanuele Bomboi était à la tête de la conception. En 2014, la Carrozzeria Viotti acquit la marque américaine Willys-Overland, et en collaboration avec la Fabbrica Italiana Maggiora présente au Motor Show de Bologne la "Willys AW380 Berlinetta", un concept-car inspiré de la Willys Interlagos, assemblée par Willys-Overland do Brasil au Brésil sous licence de l'Alpine A108.

## Voitures par Viotti
- Fiat 525
- Alfa Romeo 1500
- Alfa Romeo 8C 2300 Coupè
- Lancia Dilambda
- Fiat 508 Balilla
- Fiat 1100 Giardinetta
- Lancia Aurelia B51 Giardinetta
- Fiat 600 Coupé
- Bristol 407
- Willys AW380 Berlineta